# Los Indios (Teksas)
Los Indios je gradić u američkoj saveznoj državi Teksas. Prema popisu stanovništva iz 2010. u njemu je živjelo 1.083 stanovnika.